# Paracapperia
Paracapperia is een geslacht van vlinders van de familie vedermotten (Pterophoridae).

## Soorten
- P. anatolicus (Caradja, 1920)
- P. esuriens Meyrick, 1932